# Pak Sung-hyok
Dans ce nom coréen, le nom de famille, Pak, précède le nom personnel.
Pak Sung-hyok (hangeul : 박승혁), né le 30 mai 1990, est un footballeur international nord-coréen. Il évolue actuellement au Sobaeksu SG dans le championnat national nord-coréen au poste de défenseur et/ou de milieu de terrain. 

## Carrière internationale
Il fait partie des 23 joueurs nord-coréens sélectionnés pour participer à la coupe du monde 2010.